# Đàn bầu
Le đàn bầu ou đàn độc huyền (également độc huyền cầm 獨絃琴) est un instrument de musique vietnamien, monocorde.
L'unique corde est mi-pincée, mi-frottée au moyen d'un plectre en bambou, tenue de la main droite. La hauteur peut être modifiée à l'aide d'un manche flexible, muni d'une caisse de résonance, manipulé de la main gauche.

## Histoire
Les témoignages les plus anciens de l'existence de l'instrument estiment la date de sa création à 1770.

## Technique
La technique instrumentale consiste à frotter le plectre sous la corde, dans un mouvement de bas en haut exprimé par le poignet droit, afin de provoquer sa vibration.
La hauteur de la note ainsi générée varie en fonction de la tension de la corde, laquelle est altérée grâce au manche à gauche de l'instrument. Plus le manche est écarté de la corde, plus la corde sera tendue, et plus la note sera aigüe.
Plus classiquemement, la joueuse pince la corde en arrêtant, à l'aide du dernier métacarpien de la main qui tient le plectre, un noeud de vibration à une fraction entière de la longueur de la corde selon le principe du monocorde, et en le relâchant au moment de la pincée, permettant de jouer naturellement un octave de la note de la corde à vide, et, par rapport à l'octave, une quinte (13ème sur la corde à vide), et des notes plus élevées, qui seront modulées grâce au vibrato, le manche à gauche de l'instrument.